# Істон (Меріленд)
Істон (англ. Easton) — місто (англ. town) в США, в окрузі Талбот штату Меріленд. Населення — 17 101 особа (2020).

## Географія
Істон розташований за координатами 38°46′22″ пн. ш. 76°4′13″ зх. д. / 38.77278° пн. ш. 76.07028° зх. д. (38.772899, -76.070305).  За даними Бюро перепису населення США в 2010 році місто мало площу 27,64 км², з яких 27,35 км² — суходіл та 0,29 км² — водойми. В 2017 році площа становила 30,00 км², з яких 29,71 км² — суходіл та 0,29 км² — водойми.

## Демографія
Згідно з переписом 2010 року, у місті мешкало 15 945 осіб у 6711 домогосподарстві у складі 4079 родин. Густота населення становила 577 осіб/км².  Було 7405 помешкань (268/км²).
Расовий склад населення:
| - 73,1 % — білих - 17,2 % — чорних або афроамериканців - 2,1 % — азіатів - 0,2 % — корінних американців - 0,1 % — вихідців з тихоокеанських островів - 5,1 % — осіб інших рас |

До двох чи більше рас належало 2,3 %. Частка іспаномовних становила 9,8 % від усіх жителів.
За віковим діапазоном населення розподілялося таким чином: 22,3 % — особи молодші 18 років, 56,5 % — особи у віці 18—64 років, 21,2 % — особи у віці 65 років та старші. Медіана віку мешканця становила 41,2 року. На 100 осіб жіночої статі у місті припадало 86,7 чоловіків;  на 100 жінок у віці від 18 років та старших — 83,6 чоловіків також старших 18 років.
Середній дохід на одне домашнє господарство  становив 69 861 долар США (медіана — 50 496), а середній дохід на одну сім'ю — 83 299 доларів (медіана — 67 787). Медіана доходів становила 50 346 доларів для чоловіків та 41 643 долари для жінок. За межею бідності перебувало 12,5 % осіб, у тому числі 19,4 % дітей у віці до 18 років та 8,6 % осіб у віці 65 років та старших.
Цивільне працевлаштоване населення становило 7650 осіб. Основні галузі зайнятості: освіта, охорона здоров'я та соціальна допомога — 26,8 %, мистецтво, розваги та відпочинок — 15,5 %, науковці, спеціалісти, менеджери — 12,0 %, роздрібна торгівля — 10,4 %.